# Baoufrê
Le prince Baoufrê, deuxième fils de Khéops, serait le narrateur d'un des contes du papyrus Westcar : 
« Un prodige sous le roi Snéfrou ou Le conte des rameuses » ; ce conte relate l'aventure de jeunes filles en barque avec le roi sur les eaux d'un lac.

## Synopsis
La cheftaine des rameuses, ayant laissé tomber à l'eau un bijou en forme de poisson, cesse de ramer et avec elle toute l'équipe. À la demande du roi, un magicien sépare les eaux, retrouve le bijou et le rend à sa propriétaire.